# Ruina del apostador
El término ruina del apostador es un concepto estadístico, más comúnmente expresado como el hecho de que un jugador que juega un juego con un valor esperado negativo eventualmente se arruinará, independientemente de su sistema de apuestas.
El significado original del término es que un jugador persistente que aumenta su apuesta a una fracción fija del financiamiento cuando gana pero no la reduce cuando pierde, finalmente e inevitablemente se arruinará, incluso si tiene un valor esperado positivo en cada apuesta.
Otro significado común es que un apostador persistente con riqueza finita, que juega un juego limpio (es decir, cada apuesta tiene un valor esperado de cero para ambos lados) finalmente e inevitablemente se arruinará contra un oponente con riqueza infinita. Esta situación puede modelarse mediante un paseo aleatorio sobre la recta numérica real. En ese contexto, es probable que el agente, con virtual certeza, regrese a su punto de origen, lo que significa ir a la quiebra, y se arruine un número infinito de veces si la caminata aleatoria continúa para siempre. Este es un corolario de un teorema general de Christiaan Huygens, que también se conoce como la ruina del apostador o jugador. Ese teorema muestra cómo calcular la probabilidad de que cada jugador gane una serie de apuestas que continúa hasta que se pierde toda la apuesta inicial, dadas las apuestas iniciales de los dos jugadores y la probabilidad constante de ganar. Esta es la idea matemática más antigua que se conoce con el nombre de ruina del jugador, pero no es la primera idea a la que se aplicó el nombre. El uso común del término hoy en día es otro corolario del resultado de Huygens.
La ruina del apostador no debe confundirse con la falacia del apostador, un concepto diferente.
El concepto tiene una relevancia específica para los jugadores; sin embargo, también conduce a teoremas matemáticos con una amplia aplicación y muchos resultados relacionados en probabilidad y estadística. El resultado de Huygens en particular condujo a importantes avances en la teoría matemática de la probabilidad.